# Dolina Cedronu

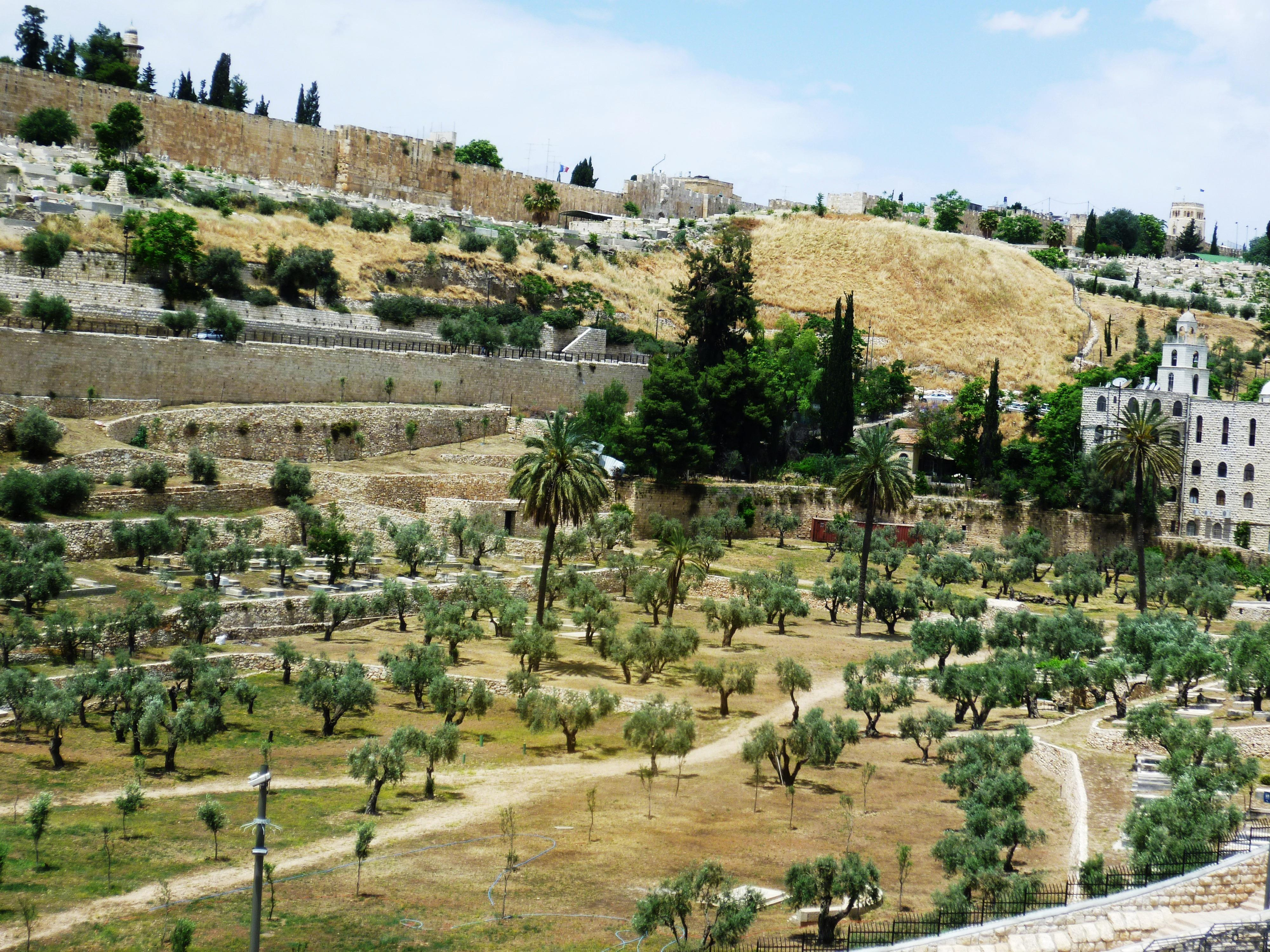
Dolina Cedronu

Dolina Cedronu (hebr. נחל קדרון: ‘Emeq Qidron (trl.), Emek Kidron (trb.); arab. Wādī an-Nār (trl.), Wadi an-Nar (trb.); Wādī Jahannam (trl.), Wadi Dżahannam (trb.) – dolina strumienia Cedron oddzielająca jerozolimskie Wzgórze Świątynne od Góry Oliwnej.